# Banniganahalli, Gubbi
Banniganahalli là một làng thuộc tehsil Gubbi, huyện Tumkur, bang Karnataka, Ấn Độ.